# Nikolos Bassilaschwili
Nikolos Bassilaschwili (georgisch ნიკოლოზ ბასილაშვილი; englisch Nikoloz Basilashvili; * 23. Februar 1992 in Tiflis) ist ein georgischer Tennisspieler.

## Karriere
Nikolos Bassilaschwili spielt hauptsächlich auf der ATP World Tour. Als Top 50 Spieler hat er zudem meist einen Platz im Hauptfeld sicher, ohne in der Qualifikation spielen zu müssen. Auf Challenger-Ebene gewann er bislang fünf Einzeltitel. Zudem gewann er auf der Future Tour acht Einzel- und zwei Doppeltitel. Auf der World Tour qualifizierte er sich erstmals 2014 in Bukarest für ein Hauptfeld und traf in der ersten Runde auf Ričardas Berankis, dem er in drei Sätzen unterlag.
2016 erreichte er in Kitzbühel sein erstes Finale auf der World Tour, wo er Paolo Lorenzi in zwei Sätzen unterlag. Bassilaschwili ist damit der erste Tennisspieler aus Georgien, der jemals ein Endspiel auf der World Tour erreichte.
2018 in Hamburg gewann er im Finale in 3 Sätzen gegen Leonardo Mayer, nachdem er sich zuvor erst über die Qualifikation ins Hauptfeld gespielt hatte.

## Erfolge
| Legende (Anzahl der Siege)  |
| Grand Slam                  |
| ATP World Tour Finals       |
| ATP World Tour Masters 1000 |
| ATP World Tour 500 (3)      |
| ATP World Tour 250 (2)      |
| ATP Challenger Tour (6)     |

| ATP-Titel nach Belag |
| Hartplatz (2)        |
| Sand (3)             |
| Rasen (0)            |

### Einzel

#### Turniersiege

##### ATP World Tour
| Nr. | Datum           | Turnier     | Belag     | Finalgegner           | Ergebnis      |
| --- | --------------- | ----------- | --------- | --------------------- | ------------- |
| 1.  | 29. Juli 2018   | Hamburg (1) | Sand      | Leonardo Mayer        | 6:4, 0:6, 7:5 |
| 2.  | 7. Oktober 2018 | Peking      | Hartplatz | Juan Martín del Potro | 6:4, 6:4      |
| 3.  | 28. Juli 2019   | Hamburg (2) | Sand      | Andrei Rubljow        | 7:5, 4:6, 6:3 |
| 4.  | 13. März 2021   | Doha        | Hartplatz | Roberto Bautista Agut | 7:65, 6:2     |
| 5.  | 2. Mai 2021     | München     | Sand      | Jan-Lennard Struff    | 6:4, 7:65     |

##### ATP Challenger Tour
| Nr. | Datum            | Turnier      | Belag     | Finalgegner        | Ergebnis        |
| --- | ---------------- | ------------ | --------- | ------------------ | --------------- |
| 1.  | 24. Mai 2014     | Qarshi       | Hartplatz | Chase Buchanan     | 7:62, 6:2       |
| 2.  | 5. April 2015    | Raʿanana     | Hartplatz | Lukáš Lacko        | 4:6, 6:4, 6:3   |
| 3.  | 26. Juli 2015    | Scheveningen | Sand      | Andrei Kusnezow    | 6:73, 7:64, 6:3 |
| 4.  | 20. März 2016    | Guangzhou    | Hartplatz | Lukáš Lacko        | 6:1, 6:76, 7:5  |
| 5.  | 15. Mai 2016     | Heilbronn    | Sand      | Jan-Lennard Struff | 6:4, 7:63       |
| 6.  | 3. November 2024 | Seoul        | Hartplatz | Taro Daniel        | 7:5, 6:4        |

#### Finalteilnahmen
| Nr. | Datum            | Turnier      | Belag         | Finalgegner           | Ergebnis      |
| --- | ---------------- | ------------ | ------------- | --------------------- | ------------- |
| 1.  | 23. Juli 2016    | Kitzbühel    | Sand          | Paolo Lorenzi         | 3:6, 4:6      |
| 2.  | 19. Februar 2017 | Memphis      | Hartplatz (i) | Ryan Harrison         | 1:6, 4:6      |
| 3.  | 17. Oktober 2021 | Indian Wells | Hartplatz     | Cameron Norrie        | 6:3, 4:6, 1:6 |
| 4.  | 19. Februar 2022 | Doha         | Hartplatz     | Roberto Bautista Agut | 3:6, 4:6      |

## Abschneiden bei Grand-Slam-Turnieren

### Einzel
| Turnier         | 2014 | 2015 | 2016 | 2017 | 2018 | 2019 | 2020 | 2021 | 2022 | 2023 | 2024 | 2025 | Karriere |
| --------------- | ---- | ---- | ---- | ---- | ---- | ---- | ---- | ---- | ---- | ---- | ---- | ---- | -------- |
| Australian Open | —    | Q1   | 1    | 1    | 3    | 3    | 2    | 1    | 1    | 1    | —    | 1    | 3        |
| French Open     | —    | 1    | 1    | 3    | 1    | 1    | 1    | 2    | 2    | Q1   | —    | 1    | 3        |
| Wimbledon       | Q1   | 3    | Q2   | 2    | 1    | 2    |      | 1    | 3    | —    | —    | 2    | 3        |
| US Open         | Q2   | 1    | Q1   | 1    | AF   | 3    | 1    | 3    | 1    | —    | —    |      | AF       |

Zeichenerklärung: S = Turniersieg; F, HF, VF, AF = Einzug ins Finale / Halbfinale / Viertelfinale / Achtelfinale; 1, 2, 3 = Ausscheiden in der 1. / 2. / 3. Hauptrunde; Q1, Q2, Q3 = Ausscheiden in der 1. / 2. / 3. Qualifikationsrunde; nicht ausgetragen

### Doppel
| Turnier         | 2017 | 2018 | 2019 | 2020 | 2021 | 2022 | Karriere |
| --------------- | ---- | ---- | ---- | ---- | ---- | ---- | -------- |
| Australian Open | —    | 1    | —    | —    | 1    | 1    | 1        |
| French Open     | 1    | 2    | —    | 1    | 1    | 1    | 2        |
| Wimbledon       | 1    | —    | —    |      | 1    | AF   | AF       |
| US Open         | 1    | —    | —    | —    | —    | 1    | 1        |